# Matanikau
Il Matanikau è un fiume di Guadalcanal, nelle Isole Salomone.

## Descrizione
Il fiume si trova nella parte nordovest dell'isola. Sfocia nell'oceano con un piccolo delta. Noto anche come Mataniko, forma le omonime Mataniko Falls, considerate tra le più spettacolari del Sud-Pacifico.  Durante la Campagna di Guadalcanal, nella
seconda guerra mondiale, ebbero luogo numerose azioni significative tra le forze degli Stati Uniti d'America e quelle dell'Impero giapponese, nei pressi del fiume.

## Storia

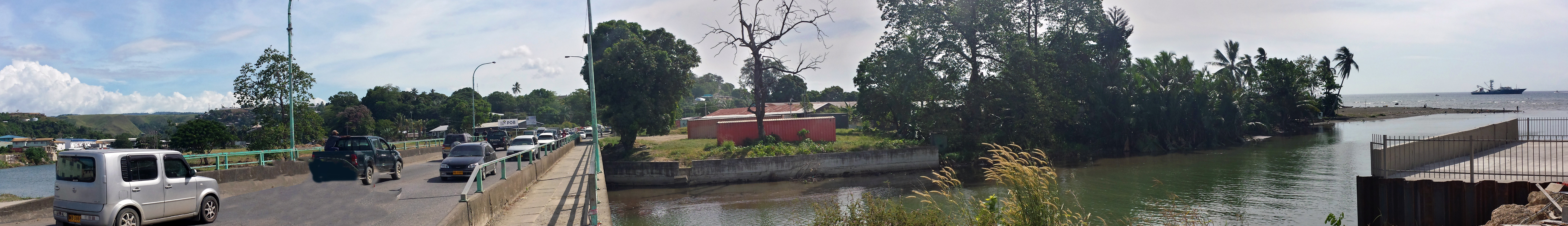
Ponte sul Mataniko nei pressi della foce

Il fiume Matanikau fu la scena di quattro importanti battaglie nella Campagna di Guadalcanal durante la seconda guerra mondiale, combattute da elementi del Corpo dei marine degli Stati Uniti e dell'Esercito imperiale giapponese dal 19 agosto al 9 novembre 1942.